# Andrea (Andrea Bocelli)
Andrea è il decimo album, registrato in studio, di Andrea Bocelli, pubblicato nel 2004. Si tratta del quinto album di Bocelli dedicato alla musica pop ed ha raggiunto il numero 1, nella classifica olandese dei Top 100, rimanendo in classifica per 33 settimane e l'ottava in Svezia. Ne sono state vendute 2,5 milioni di copie in tutto il mondo, delle quali più di un milione negli Stati Uniti.

## Tracce
1. Dell'amore non si sa (A. Sandri, Leo Z, M. Malavasi)
2. L'attesa (Mango)
3. Un nuovo giorno (G. Chambers, E. Iglesias, A. Scuri, B. Quattrini)
4. Tu ci sei (F. Sartori, L. Quarantotto)
5. Sin tu amor (Feat. Mario Reyes) (D. Reyes)
6. Libertà (F. Sartori, A. Bonomo)
7. Per noi (A. Minghi, P. Audino)
8. Le parole che non ti ho detto (G. Sangiorgi)
9. Sempre o mai (P. Guerrini, A. Bocelli)
10. In canto (G. Vessicchio, B. Lanza)
11. Quante volte ti ho cercato (L. Dalla)
12. When a Child Is Born (Zacar, J. Fred)
13. Go Where Love Goes (Feat. Holly Stell) (J. Lenz, A. Lenz, C. Dammicco)
14. Semplicemente (canto per te) (bonus track) (M. Costanzo, Nick The Nightfly)
15. Domani (bonus track) (F. Marino, M. Malavasi)

## Formazione
- Andrea Bocelli – voce, cori
- Mauro Malavasi – tastiera, cori, arrangiamento
- Leo Z – pianoforte, programmazione, percussioni
- Luca Bignardi – percussioni, programmazione, batteria elettronica
- Giancarlo Di Maria – tastiera
- Celso Valli – tastiera, programmazione, pianoforte, percussioni, batteria elettronica, sintetizzatore
- Massimo Varini – chitarra acustica, chitarra elettrica
- Cesare Chiodo – basso
- Alfredo Golino – batteria
- Frank Martin – pianoforte
- Rosario Jermano – percussioni
- Baron Browne – basso
- Steve Smith – batteria
- Corrado Rustici – chitarra, programmazione, tastiera
- Tim Vanderkuil – chitarra acustica, basso, chitarra elettrica
- Mario Reyes – chitarra acustica
- Dave Arch – pianoforte
- Andy Duncan – percussioni
- Corrado Sgandurra – chitarra elettrica
- Jeremy Stacey – batteria
- Maurizio Sansone – tastiera, programmazione
- Davis Mariotti – flauto
- Claire Worrall, Daniela Carelli, Mino Vergnaghi – cori

## Classifiche

### Classifiche settimanali
| Classifica (2004) | Posizione massima |
| ----------------- | ----------------- |
| Australia         | 12                |
| Austria           | 19                |
| Belgio (Fiandre)  | 27                |
| Belgio (Vallonia) | 43                |
| Danimarca         | 18                |
| Finlandia         | 25                |
| Francia           | 55                |
| Germania          | 41                |
| Irlanda           | 45                |
| Italia            | 19                |
| Norvegia          | 17                |
| Nuova Zelanda     | 14                |
| Paesi Bassi       | 1                 |
| Portogallo        | 15                |
| Regno Unito       | 19                |
| Repubblica Ceca   | 46                |
| Stati Uniti       | 16                |
| Svezia            | 8                 |
| Svizzera          | 12                |
| Ungheria          | 3                 |

### Classifiche di fine anno
| Classifica (2004) | Posizione |
| ----------------- | --------- |
| Australia         | 70        |
| Danimarca         | 63        |
| Paesi Bassi       | 32        |
| Ungheria          | 19        |
| Classifica (2005) | Posizione |
| Paesi Bassi       | 83        |
| Stati Uniti       | 105       |
| Ungheria          | 56        |